# Giải thưởng Kim Nhật Thành
Giải thưởng Kim Nhật Thành là giải thưởng do Chính phủ Cộng hòa Dân chủ Nhân dân Triều Tiên trao tặng cho những nhân vật trong nhiều lĩnh vực thể hiện sự phục vụ gương mẫu đối với các giá trị của tư tưởng Chủ thể. Những người từng đoạt giải thưởng này bao gồm nhà soạn nhạc Kim Won-gyun, nhu đạo gia Kye Sun-hui, và Lễ hội Arirang.

## Người nhận
- Ri Chun-hee (2012, biên tập viên thời sự)[2]
- Thiết bị tự động tinh giản CNC (2011)[3]
- Từ trong Nhân dân (bộ sách, 2017)[4]
- Lễ hội Arirang[5]
- Tôn vinh Kỷ nguyên Chủ thể (bộ sách)[6]
- Jong Kwan-chol (họa sĩ)[7]
- Kim Won-gyun (nhà soạn nhạc, 1972)[8]
- Ku Hui-chol (nhà thơ)[9]
- Kye Sun-hui (nhu đạo gia, 2003)[10]
- Om Kil-son [ru] (diễn viên và đạo diễn)[11]
- Pak Jong-ju (đạo diễn phim)[12]
- Ri Hui-chan (biên kịch)[13]
- Rim Kum-dan (nhà văn thiếu nhi)[14]
- Ro Ik-hwa (nhà điêu khắc)[15]
- Jong Yong-man (họa sĩ)[16]
- O Tae-hyong (nhà điêu khắc)[17]
- U Chi-son (thợ gốm)[17]
- Kim Sok-hyong (viện sĩ)[18]
- Kim Jong-il (lãnh đạo Bắc Triều Tiên, tháng 2 năm 1973 và tháng 3 năm 2012)[19]
- Kim Si Kwon (nhà thơ, 1988)[20]
- Kim Pyong-hwa (biên đạo Arirang)[21]
- Kim Chun-hui (huấn luyện viên cử tạ)[22]
- Nữ diễn viên Nhân dân Kim Jong Hwa (diễn viên)[23]
- Diễn viên Nhân dân Kim Ryong Rim (diễn viên)[23]
- Ri Hui Chan (tác giả phim)[23]
- O Hye Yong (tác giả phim)[23]
- Anh hùng Lao động, Nghệ sĩ Nhân dân Pak Jong Ju (đạo diễn phim)[23]
- Choe Il Sim (tác giả phim)[23]
- Jang Yu Son (tác giả phim)[23]
- Yui Ung Yong (tác giả phim)[23]
- Nghệ sĩ Nhân dân Jon Jong Sok (nhà quay phim)[23]
- Pak Ho Il (tác giả phim)[23]